# Sandow (film, 1894)
Pour plus de détails, voir Fiche technique et Distribution.
Sandow, connu aussi sous le titre de Souvenir Strip of the Edison Kinetoscope et aussi Sandow, the modern Hercules est un film américain réalisé par William Kennedy Laurie Dickson, sorti en 1894.

## Synopsis
Eugen Sandow, de son vrai nom Friedrich Wilhelm Mueller, seulement vêtu d'un petit slip, exhibe et tend ses muscles, de face, de profil, de dos.

## Fiche technique
- Titre original : Sandow
- Autres titres :  Souvenir Strip of the Edison Kinetoscope, Sandow, the modern Hercules
- Réalisation : William Kennedy Laurie Dickson
- Images : William Heise
- Format : 35mm à perforations Edison, 1.36:1 - noir et blanc - muet
- Durée : 1 minute
- Genre : documentaire

## Distribution
- Eugen Sandow

## Importance
« Laurie Dickson et William Heise écument les salles de sport de Newark et en ramènent un culturiste moustachu à la culotte de satin brillant, qui exhibe de façon provocante et troublante la panoplie de ses muscles dans le film Sandow. »